# پوئینک
پوئینَک روستایی است در شهرستان قرچک استان تهران.
این روستا امروزه به عنوان محله‌ای از شهر قرچک نیز به‌شمار می‌آید.
پوئینک در جنوب شرق شهر قرچک واقع شده‌است. پوئینک از سمت غرب به آزادیه، از سمت شرق به خورین، از سوی جنوب به خیرآباد خالصه و از سمت شمال به صالح‌آباد محدود می‌شود.
برای رسیدن به پوئینک از مسیری به طول ۵ کیلومتر که دارای درختان ون و بید زیادی است باید گذشت که قدمت بعضی از این درختان به ۴۰۰ سال می‌رسد.

## پیشینه
در پوئینک تپه‌ای باستانی قرار دارد به نام «تپه میل پوئینک» که دیرینگی آن را بسیار باستانی و گاه قرن ۴ و ۵ هجری قمری برآورد کرده‌اند.
تپه باستانی پوئینک در مسیر احداث کنارگذر جنوبی شهرستان قرچک قرار دارد که به دلیل وجود این اثر باستانی، عملیات اجرایی این پروژه در بخشی از مسیر با مشکل مواجه شده‌است.
در سال ۱۳۹۶ خورشیدی مجوز کاوش این تپه صادر و عملیات کاوش آغاز شد که تا کنون در عرصه و دامنه این تپه، مستندات تاریخی کشف نشده ولی بر روی تپه، آثاری از خشت مشاهده شده‌است.
تپه باستانی پوئینک که در سال 85 ثبت ملی گردید دارای دیرینه‌ای مربوط به دوره ساسانی تا ایلخانی می‌باشد. قدمت لایه‌های زیرین این تپه باستانی از عصر آهن شروع می‌شود و تا دوره قاجاریه ادامه پیدا می‌کند، هسته مرکزی تپه نیز مربوط به دوره سلجوقی است و با توجه به اینکه این اثر ثبت ملی شده است، هر گونه تعرض به این مجموعه ممنوع می‌باشد. در جریان احداث کمربندی در سال 98 بخش جنوبی این تپه باستانی به صورت شبانه تخریب شد. احمدی مدیرکل دفتر حفظ و احیای بناها و محوطه‌های تاریخی وزارت میراث فرهنگی در بازدید از این محوطه تاریخی دخل و تصرف در ضلع جنوبی این اثر را تایید کرد و ابراز داشت با استفاده از بیل مکانیکی به بنا آسیب وارد شده است و رد چرخ‌ها و فعالیت بیل مکانیکی در محل مشهود است.
عملیات احداث کنارگذر جنوبی قرچک از سال ۸۳ در دستور کار مدیریت شهری قرچک قرار گرفت که به دلیل واقع شدن تپه باستانی پوئینک در مسیر این پروژه که قرار است به شهرستان ورامین متصل شود، تکمیل این پروژه با توقف مواجه شد.
در پوئینک باغی است با نام شازده میرزا (یکی از یاران میرزا کوچک خان) که به علت کناره‌گیری از مخالفت با رضاشاه پهلوی این باغ را به وی بخشید.